# Vauxhall Wyvern
Der Vauxhall Wyvern ist eine Mittelklasse-Limousine, die Vauxhall 1948 als Nachfolger des Vauxhall 12 auf den Markt brachte.

## Modell LIX (1948–1951)
Die klassische, 4-türige Limousine hat den 4-Zylinder-OHV-Reihenmotor ihres Vorgängers mit 1442 cm³ Hubraum und 33 bhp (24 kW). Die Vorderräder haben eine Torsionsstabfederung; die angetriebenen Hinterräder sind an Halbelliptikfedern aufgehängt. Der Wagen erreicht eine Höchstgeschwindigkeit von fast 100 km/h. In der gleichen Karosserie wurde der Vauxhall Velox mit größerem Motor angeboten.

## Modell EIX (1951–1957)
1951 bekam der Wyvern eine neue, nun selbsttragende Pontonkarosserie. Der Motor des Vorgängermodells wurde zwar übernommen, hatte aber etwas mehr Leistung (35 bhp / 26 kW). Die Torsionsstabfederung vorne wurde durch Schraubenfedern ersetzt, die Höchstgeschwindigkeit stieg auf 101 km/h. Auch in dieser Karosserie war ein Vauxhall Velox erhältlich.
Im Jahr nach dem Erscheinen des ersten Pontonmodells erhielt dieses einen neuen Motor mit 1507 cm³ und wahlweise 40 bhp (29 kW) oder 47,7 bhp (35 kW) Leistung. Die Höchstgeschwindigkeit stieg auf 115 km/h. Das Schwestermodell Vauxhall Velox machte eine ähnliche Wandlung durch. 1957 wurde der Wyvern durch den moderneren Vauxhall Victor abgelöst.